# Valfabbrica
Valfabbrica, auch Valfàbbrica geschrieben, ist eine italienische Gemeinde mit 3226 Einwohnern (Stand 31. Dezember 2023) in der Provinz Perugia in der Region Umbrien.

## Geografie

Die Lage von Valfabbrica in der Provinz Perugia

Die Gemeinde erstreckt sich über rund 92 km². Die Gemeinde liegt etwa 20 km nordöstlich von Perugia an den Flüssen Chiascio, Rio Grande und Rio della Bionda. Die Gemeinde liegt in der klimatischen Einordnung italienischer Gemeinden in der Zone D, 2084 GR/G.
Zu der Gemeinde gehören die Ortsteile:
- Casacastalda, Ortsteil ca. 8 km nordöstlich des Hauptortes, liegt bei 521 m s.l.m. und hat ca. 650 Einwohner.
- Giomici, Ortsteil, liegt bei 567 m s.l.m. und hat ca. 10 Einwohner.
- Monteverde, Ortsteil, der früher Monte Aldone genannt wurde, liegt bei 563 m s.l.m. und hat ca. 50 Einwohner.
- Poggio San Dionisio, Ortsteil, liegt bei 509 m s.l.m. und hat ca. 30 Einwohner.

Die Nachbargemeinden sind Assisi, Gualdo Tadino, Gubbio, Nocera Umbra und Perugia.

## Geschichte
Der Ort entstand durch das Kloster Monastero Benedettino di Santa Maria in Vado Fabrice etwa im 9. Jahrhundert. Ludwig der Fromme ließ die Burg in Valfabbrica zum Schutz des Klosters errichten. Im Konflikt zwischen Ghibellinen und Guelfen stand der Ort 1202 dem guelfischen Assisi bei, die gegen Perugia antraten und bei Collestrada eine Niederlage hinnehmen mussten. Drei Jahre später wurde der Ort von Perugia zerstört. Von 1497 bis 1632 unterstand der Ort den Grafen von Gubbio, danach wurde er Teil des Kirchenstaates. Die heutigen Grenzen zu Assisi wurden am 8. April 1728 festgelegt. Durch die napoleonische Besatzung wurde der Ort eigenständige Gemeinde und erhielt den Ortsteil Casacastalda, der Ortsteil Giomici kam 1929 von Gubbio zum Gemeindegebiet dazu.

## Sehenswürdigkeiten

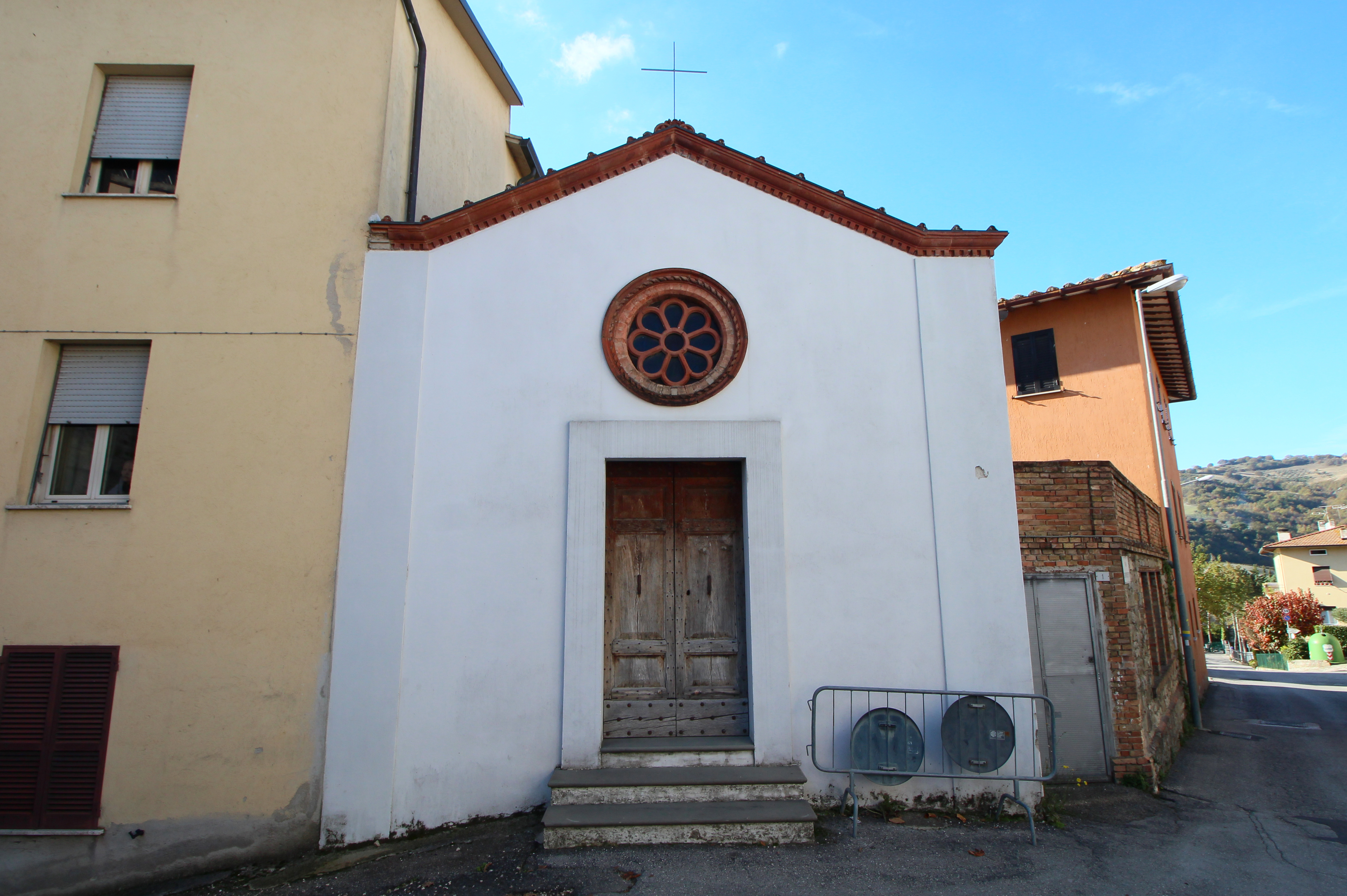
Die Kirche Madonna della Foce (Madonna della Neve) am Ortskern

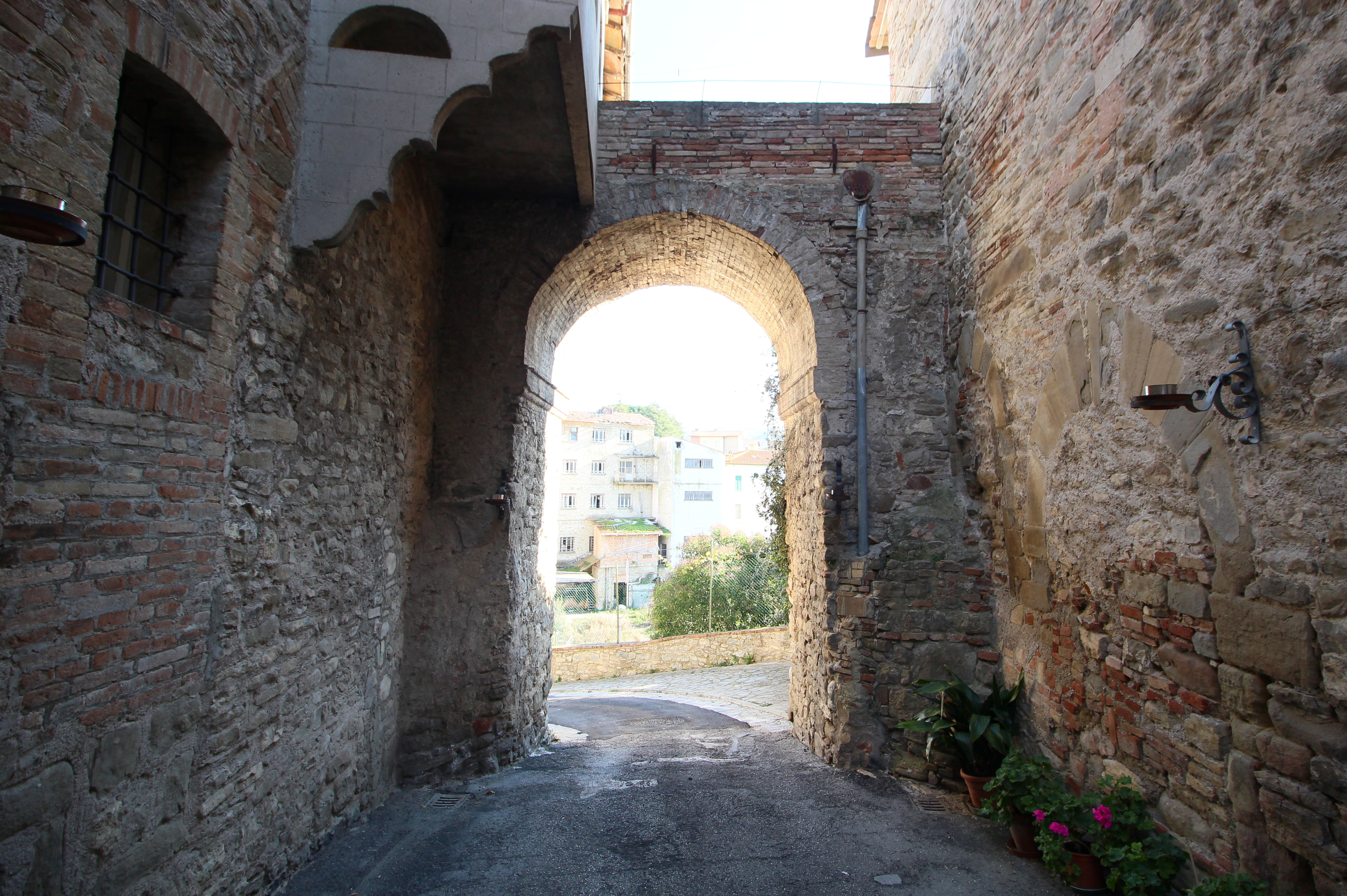
Befestigungstor zum Castello

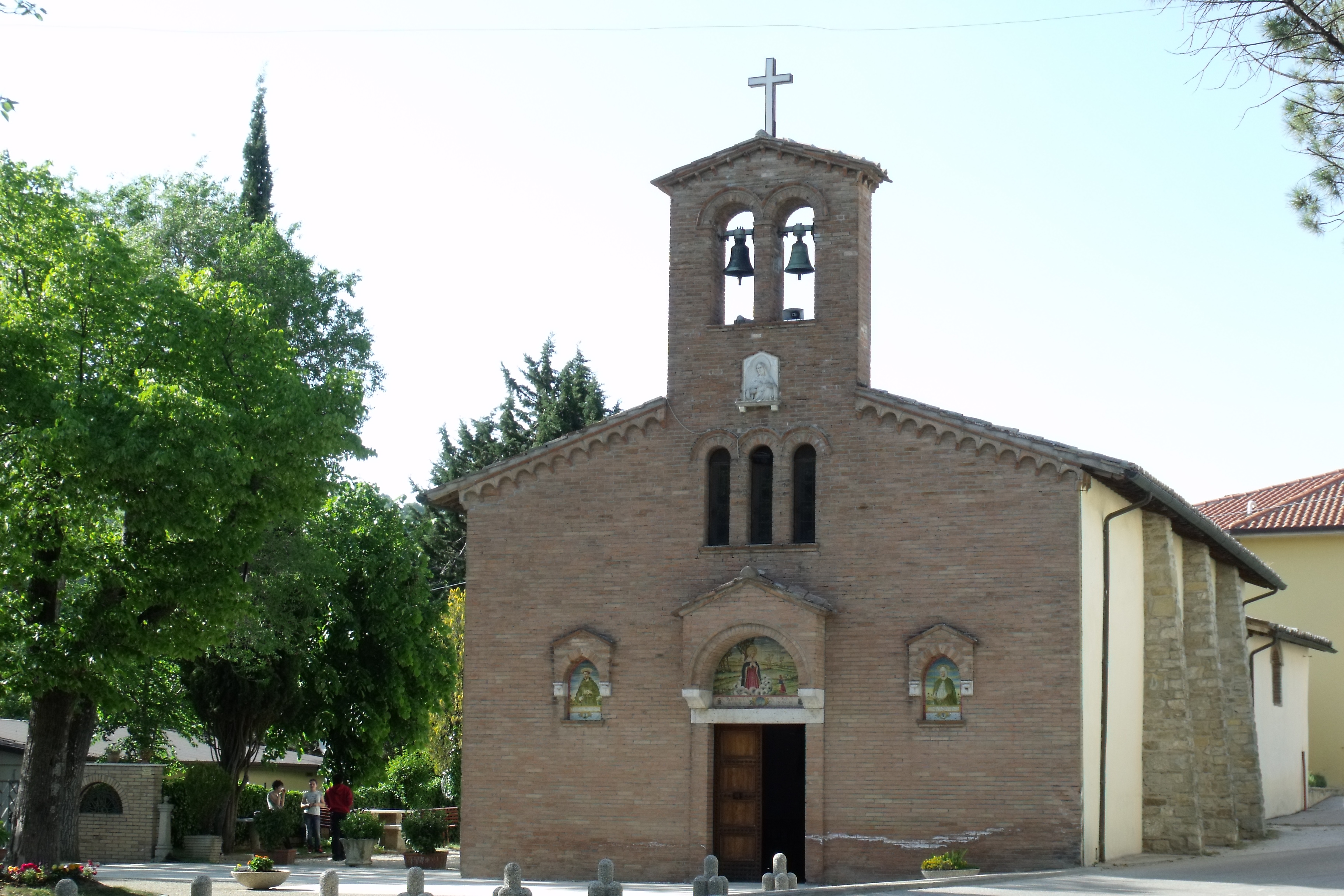
Das Santuario della Madonna dell’Olmo im Ortsteil Casacastalda

- Castello di Valfabbrica, ehemalige Burg als Ortskern des Hauptortes.[3]
- San Sebastiano, Kirche im Ortskern (Castello), 14. Jahrhundert.[3]
- Madonna della Foce (auch Madonna della Neve), Kirche im Ortskern kurz außerhalb des Castello, die zwischen 1634 und 1636 entstand.[5]
- Chiesa di Santa Maria Assunta, Kirche im Ortsteil Casacastalda aus dem 10. Jahrhundert, wurde 1883 umgestaltet und enthält ein Werk von Matteo da Gualdo.
- Santuario della Madonna dell’Olmo, Sanktuarium im Ortsteil Casacastalda, wurde 1486 errichtet und enthält Fresken von Matteo da Gualdo.[6]
- Castello di Giomici, Burg aus dem 11. Jahrhundert im Ortsteil Giomici.
- Chiesa di San Michele Arcangelo, Kirche im Ortsteil Giomici, enthält ein Fresken von Matteo da Gualdo (di Pietro di Giovanni di Ser Bernardo aus Gualdo Tadino, 1435–1507).
- Chiesa di San Michele Arcangelo, Kirche im Ortsteil Monteverde, die 1412 erwähnt wurde.[7]
- San Dionisio, Kirche im Ortsteil Poggio San Dionisio, die dem Dionysius Areopagita geweiht ist.

## Gemeindepartnerschaften
- Greußenheim, Deutschland, seit 1995
- Venelles, Frankreich, seit 2009

## Söhne und Töchter der Gemeinde
- Fortunato Baldelli (1935–2012), Diplomat und Kurienkardinal